# Констан, Мариус
Мариус Констан (фр. Marius Constant; 7 февраля 1925, Бухарест, Румыния — 15 мая 2004, Париж, Франция) — французский композитор, дирижёр, музыкальный педагог румынского происхождения.

## Биография
Мариус Констан родился в Бухаресте, Румыния, где изучал фортепиано и композицию в Бухарестской консерватории. В 1944 году получил премию Джордже Энеску. В 1946 году переехал в Париж, где учился в Парижской консерватории у Жана Фурне по классу дирижирования, Оливье Мессиана, Нади Буланже, Артюра Онеггера (композиция). С 1950 года он всё больше увлекался электронной музыкой, присоединился к Пьеру Шефферу и его Groupe de Recherche de Musique Concrète. Для Экс-ан-Прованского оперного фестиваля 1957 года написал фортепианный концерт. Его первая значительная симфоническая работа «24 прелюдии» была исполнена в 1958 году Национальным оркестром Французского радио под управлением Леонарда Бернстайна.
С 1954 года по 1966 год был руководителем программы национального радиоканала France Musique. С 1956 по 1966 год — дирижёр коллектива Ролана Пети «Балет Парижа». К этому периоду относятся его многочисленные партитуры к постановкам Пети и Мориса Бежара: «Высокое напряжение» (1956), «Контрапункт» (1958), «Сирано де Бержерак» (1959), «Похвала безумию» (1966), «Потерянный рай» (1967). В 1963 году Констан основал инструментальный камерный ансамбль Ars Nova, призванный популяризовать музыку XX века. Он был руководителем и дирижёром этого оркестра с момента основания и по 1987 год, когда передал управление своему помощнику Филиппу Наону. В 1973—1978 годах возглавлял музыкальную часть балетной трупы Парижской оперы. Член Французской академии с 1992 года. Констан умер в Париже 15 мая 2004 года в возрасте 79 лет и похоронен на кладбище Иври, в Иври-сюр-Сен.

### Характеристика творчества
Констан не примыкал к какой-либо оформившейся группе композиторов, предпочитая оставаться «независимым». Этот термин был введён в оборот музыковедом Клодом Самюэлем, который разделил композиторов конца XIX—XX века, не входивших в какие-либо формализованные объединения, по хронологическому принципу на три «поколения». Они, по его мнению, не подчинены какой-либо «системе» и их творчество следует «инстинкту, воодушевлению, сердцу». Констан был отнесён к третьему поколению (после 1920-х годов), в которое, по мысли музыковеда, входили также Ж. Бондон, Ж. М. Дамаз, Серж Нигг, Р. Бутри и некоторые другие. Российский музыковед Левон Акопян писал, что «многие концертные партитуры Констана свидетельствуют о его тембровой изобретательности; некоторые из них построены как своего рода театральные пьесы с персонажами и драматическими перипетиями». В стилистическом отношении творчество композитора эклетично и отмечено влиянием различных направлений современной музыки.

### Музыка к заставке сериала «Сумеречная зона»
За пределами академических кругов Констан наиболее известен как автор музыки к заставке американского телесериала-антологии «Сумеречная зона» (1959—1964), которая сменила музыкальную тему Бернарда Херрмана, звучавшей на протяжении первого сезона. В конце 1950-х музыкальный директор телеканала CBS Люд Глускин поручил Констану создать несколько коротких произведений для фонотеки, которые можно было бы использовать в радио и телешоу. Приобретение за разовую плату произведений европейских композиторов Глускин практиковал с целью обойти требования американских профсоюзов о выплате отчислений за использование музыки. Попавшие таким образом в фонотеку телеканала записи могли использоваться неограниченное количество раз без выплаты гонорара за каждое исполнение. В 1960 году Глускина попросили найти новую тему титров для второго сезона телесериала «Сумеречная зона». Однако предложенные американскими композиторами произведения были признаны неподходящими. Тогда Глускин создал новую заставку на основе двух пьес Констана  — «Étrange No. 3» (серия повторяющихся четырёх нот на электрогитаре) и «Milieu No. 2» (сочетание звуков электрогитары, бонго, саксофона и флейты). Получившаяся в результате тема стала культовой и стала самой известной работой Констана. Музыкальная заставка не менялась на протяжении последующих сезонов оригинального сериала. Сам композитор, по-видимому, несколько лет не знал, что его музыка использовалась в качестве темы знаменитого телесериала. Поскольку она была частью соглашения с CBS и выполнена «по найму», он не получал от неё постоянного дохода.

## Сочинения (выборка)
Балеты
- «Высокое напряжение» (1956)
- «Контрапункт» (1958)
- «Сирано де Бержерак» (1959)
- «Похвала безумию» (1966)
- «Потерянный рай» (1967)
- «Север» (1975)
- «Нана» (1976)
- «Голубой ангел» (1985)

Оперы
- «Ужин» (1969)
- «Игра о святой Агнессе» (1974)
- «Трагедия Кармен» (1981) — парафраз на оперу Жоржа Бизе «Кармен»
- «Впечатления от Пеллеаса» (1992) — парафраз на оперу Клода Дебюсси «Пеллеас и Мелизанда»

Оркестровые произведения
- 24 прелюдии (1959)
- «Тёрнер»,  эссе (1962)
- «Песни Мальдорора» (1962)
- «Чакона и военный марш» (1968)
- «Струны» (1969 — для электрогитары и струнных; версия для клавира и струнных 1972)
- «Сделано в году 1973» (1973 — пьеса для 24 скрипок и оркестра)